# خودخواهی
خودخواهی توجه بیش از حد فرد به خودش، نفع و لذتی یا رفاه شخصی اش را گویند که در آن وجود دیگران لحاظ نشود.
خودخواهی خصوصیتی برعکس ایثار یا نوع‌دوستی است و همچنین با خودمحوری فرق دارد.

## واگرایی دیدگاه
تفکر خودخواهانه باعث ایجاد دیدگاه‌های واگرایانه و استنباط‌های متفاوت در دین، فلسفه، روانشناسی، اقتصاد و جامعه‌شناسی می‌شود.

### نظر عصر کلاسیک
ارسطو معتقد به ارج نهادن به آنچه که شایسته ستایش جامعه است؛ بود و کسانی را که فقط به دنبال سود خود بودند را محکوم می‌کرد.
سنکا به پیشرفت و تربیت انسانی بر مبنای جامعه ی گسترده‌تر معتقد بود - نوعی از مراقبت و پرورش که مخالف خودخواهی محض بود که بعدها مورد توجه فوکو نیز قرار گرفت.

### قرون وسطایی / رنسانس
در قرون وسطی مطابق سنت مسیحیت غربی، خودخواهی یکی از رذایل بزرگ محسوب می‌شد و از ریشه‌های هفت گناه کبیره یعنی غرور به حساب می‌آمد.
فرانسیس بیکن در این مورد می‌گوید: «در بسیاری از شاخه‌ها، دانایی و حکمت انسان امری خراب و فاسد است چون آن موشی قبل از ویرانی خانه آن را ترک کنند. یا چون روباهی که آن که را که لانه اش را ساخته‌است از خود می‌راند یا تمساحی که در همان حال که طعمه‌اش را می‌بلعد، اشک می‌ریزد.»

### مدرنیته
با ظهور یک جامعه تجاری، برنارد ماندویل پیشنهاد تناقضی را ارائه داد که پیشرفت اقتصادی و اجتماعی را به رذیلتهای شخصی وابسته دانست که آن را «صداقت خودخواهی» نامید.
آدام اسمیت با دست نامرئی، سودمندی نظام اقتصادی به نحوه عمیقی با نفع خودخواهانه افراد مرتبط دانست. و جان لاک جامعه را مبتنی بر فرد منفرد تعریف نمود. توصیفی که راه را برای متفکران بعدی مانند آین رند باز کرد تا خودخواهی به عنوان یک فضیلت اجتماعی و ریشه پیشرفت اجتماعی برشمارند
ژاک ماریتن فیلسوف کاتولیک روم حتی استدلال کرد که اصولاً مطرح کردن انتخاب بین نوع دوستی و خودخواهی سؤال درستی نیست و یک اشتباه اساسی و مضر برای دولتهای مدرن است و باید همکاری را یک امر عادی دانست که در آن انسان به شکل طبیعی به عنوان یک موجود اجتماعی، تنها می‌توانند خیر عمومی خود را در تعقیب منافع جامعه بدست آورند.

## روانشناسی
فقدان همدلی را می‌توان به عنوان یکی از ریشه‌های خودخواهی دانست، تا جایی که می‌توان آن را یک سطح از سایکوپاتی محسوب کرد.
اختلاف بین تعریف خودپسندی و خودخواهی منجر به مجادلاتی کلامی و دیدگاهی در تقابل بین فرد و جامعه یا اجتماع اطراف شده که می‌تواند آن را در روابط والدین و فرزندان یا مثلاً زن و مرد دید.
روانکاوان معتقد اند که رشد یک احساس واقعی بشر می‌تواند ارزشمند باشد حتی اگر این حس خودخواهی باشد که منجر به خودخواهی سالم شود یعنی دقیقاً بر خلاف «خود انسدادی» ذهنی که آنا فروید آنرا «تسلیم عاطفی» می‌نامد.

## جرم‌شناسی
خودمحور بودن به عنوان یکی از خصوصیات اصلی در نظریه پدیدارشناختی جرم و جنایت دانسته می‌شود که از آن به نام «مدل چرخش جنایی» یاد می‌شود. بر این اساس، در اکثر رفتارهای مجرمانه، خودمحوری در سطوح متفاوت به تناسب نوع جرم و جنایت قابل مشاهده است.